# Exciter (zespół muzyczny)
Exciter – kanadyjski zespół muzyczny wykonujący speed metal. Został założony w 1980 w Ottawie.

## Historia
Kanadyjski Exciter należał do grupy pierwszych zespołów grających speed metal. Historia thrash metalu zaczęła się w 1983 i wtedy popularnością dorównywał takim zespołom jak Slayer i Metallica. Największe sukcesy odnosił w pierwszych latach działalności. Wokalista i perkusista Dan Beehler, gitarzysta John Ricci i basista Allan Johnson założyli zespół Hell Razor w Ottawie w 1978, którego nazwę zmienili w 1980 na Exciter.

## Muzycy
Obecny skład zespołu
- Dan Beehler – perkusja (1980‐1988, 1992‐1993, od 2014), śpiew (1980‐1987, 1992‐1993, od 2014)
- Allan Johnson – gitara basowa (1980‐1988, od 2014)
- Daniel Dekay - gitara (od 2018)

Byli członkowie zespołu

- John Ricci – gitara (1980‐1985, 1992‐1993, 1996‐2018)
- Jacques Belanger – wokal (1996‐2001, 2003‐2006)
- Rob DeGroot – wokal (2003)
- Jimi Kunes – wokal (1988)
- Rob Malnati – wokal (1988)
- Kenny „Metal Mouth” Winter – wokal (2006‐2014)
- Brian McPhee – gitara  (1986‐1988)
- Paul Champagne – gitara basowa (2003)
- Marc Charron – gitara basowa (1996‐2002)
- Rob Cohen – gitara basowa (2004‐2014)
- David Ledden – gitara basowa (1992)
- Jeff McDonnald – gitara basowa (1993)
- Rick Charron – perkusja (1996‐2014)

## Dyskografia
| - 1983 – Heavy Metal Maniac - 1984 – Violence & Force - 1985 – Long Live the Loud - 1986 – Unveiling the Wicked - 1988 – Exciter (O.T.T.) - 1992 – Kill After Kill - 1997 – The Dark Command - 2000 – Blood of Tyrants - 2004 – New Testament – Coven Of Re-Recorded Classics - 2008 – Thrash, Speed, Burn - 2010 – Death Machine | - 1982 – World War III (Demo) - 1985 – Feel the Knife (EP) - 1989 – Heavy Metal Maniac / Violence & Force (kompilacja) - 1993 – Better Live than Dead (Live) |